# Microcentrus caryae
Microcentrus caryae är en insektsart som beskrevs av Fitch. Microcentrus caryae ingår i släktet Microcentrus och familjen hornstritar. Inga underarter finns listade i Catalogue of Life.